# Enrico Giglioli
Enrico Hillyer Giglioli (Londra, 13 giugno 1845 – Firenze, 16 dicembre 1909) è stato uno zoologo e antropologo italiano.

## Biografia
Nato a Londra dall'italiano Giuseppe Giglioli e dall'inglese Ellen Hillyer, vi svolge i primi studi e poi, ammiratore di Darwin e del darwinismo, consegue una laurea in Scienze biologiche presso l'Università di Pisa nel 1864. Qui conosce Filippo De Filippi, direttore del museo zoologico di Torino e primo sostenitore in Italia delle teorie darwiniane sull'evoluzione. Grazie a lui, Giglioli nel 1864 diventa professore nell'Istituto Tecnico di Casale Monferrato e, sempre grazie a De Filippi, viene candidato per seguirlo in un viaggio di circumnavigazione del mondo, che doveva servire a stringere relazioni amichevoli e commerciali con il Giappone e la Cina. Partito con De Filippi nell'ottobre del 1865 per il viaggio della Magenta, tornerà in Italia nel 1868 senza l'amico e maestro, morto a Hong Kong nel corso del viaggio a causa di una grave forma di dissenteria (1867).
Al ritorno, diciassette mesi dopo la partenza dal porto uruguayano di Montevideo, Giglioli viene nominato aggregato all'Università di Torino per seguire la classificazione e l'ordinamento delle ricche collezioni zoologiche ed entomologiche raccolte durante il viaggio. Nel 1869 insegna Zoologia ed Anatomia Comparata dei Vertebrati presso il regio Istituto di Studi Superiori di Firenze. Nel 1876 fonda la Collezione Centrale dei Vertebrati Italiani, che oggi porta il suo nome.
Vertebrati e invertebrati marini, erano il suo campo di interesse accademico, ma fu anche un notevole ornitologo e fotografo amatoriale. Altro interesse che Giglioli coltivò per tutta la vita fu quello per gli studi antropologici, interesse che gli era stato trasmesso dal padre e che aveva trovato nel viaggio della Magenta ulteriori stimoli.
Partendo dalla raccolta privata di oggetti etnografici fatta durante il viaggio della Magenta, e sempre più accresciuta grazie alla rete di conoscenze di cui disponeva a livello internazionale, Giglioli creò una collezione di oggetti (accompagnata da una raccolta fotografica e da una biblioteca specializzata) che già nel 1888 si distinse nell'ambito degli studi etnografici come una delle maggiori mai realizzate.
Nel dicembre del 1909 Giglioli viene colto da malore mentre era a Roma per presiedere la Commissione per la pesca. Tornato a Firenze, muore la mattina del 16 dicembre 1909. Dopo la sua morte, e come da lui desiderato, nel 1913 l'intera collezione entra a far parte del Museo Nazionale Preistorico-Etnografico di Roma.
Il figlio Odoardo Hillyer Giglioli fu uno storico dell'arte.

## Opere
- Viaggio intorno al globo della R. Pirocorvetta "Magenta" negli anni 1865-66-67-68, Milano, V. Maisner & Compagnia, 1875.